# Paulanerkloster Vranov

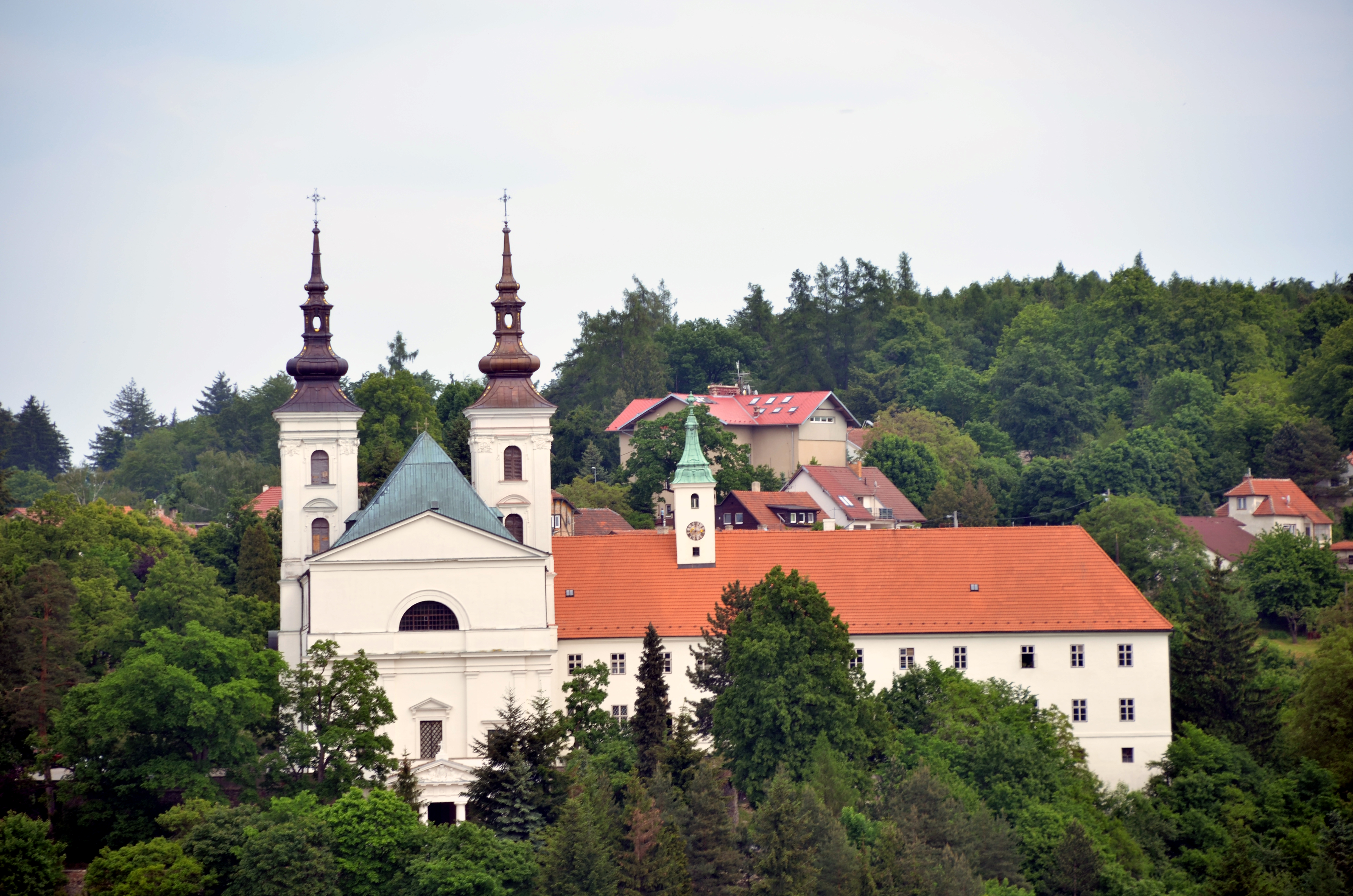
Paulanerkloster Vranov bei Brünn

Das Paulanerkloster Vranov ist ein Kloster des Paulanerordens in Vranov (Wranau) in Tschechien, etwa zehn Kilometer nördlich von Brünn gelegen. Unter der Klosterkirche befindet sich die Familiengruft des Hauses Liechtenstein.

## Geschichte

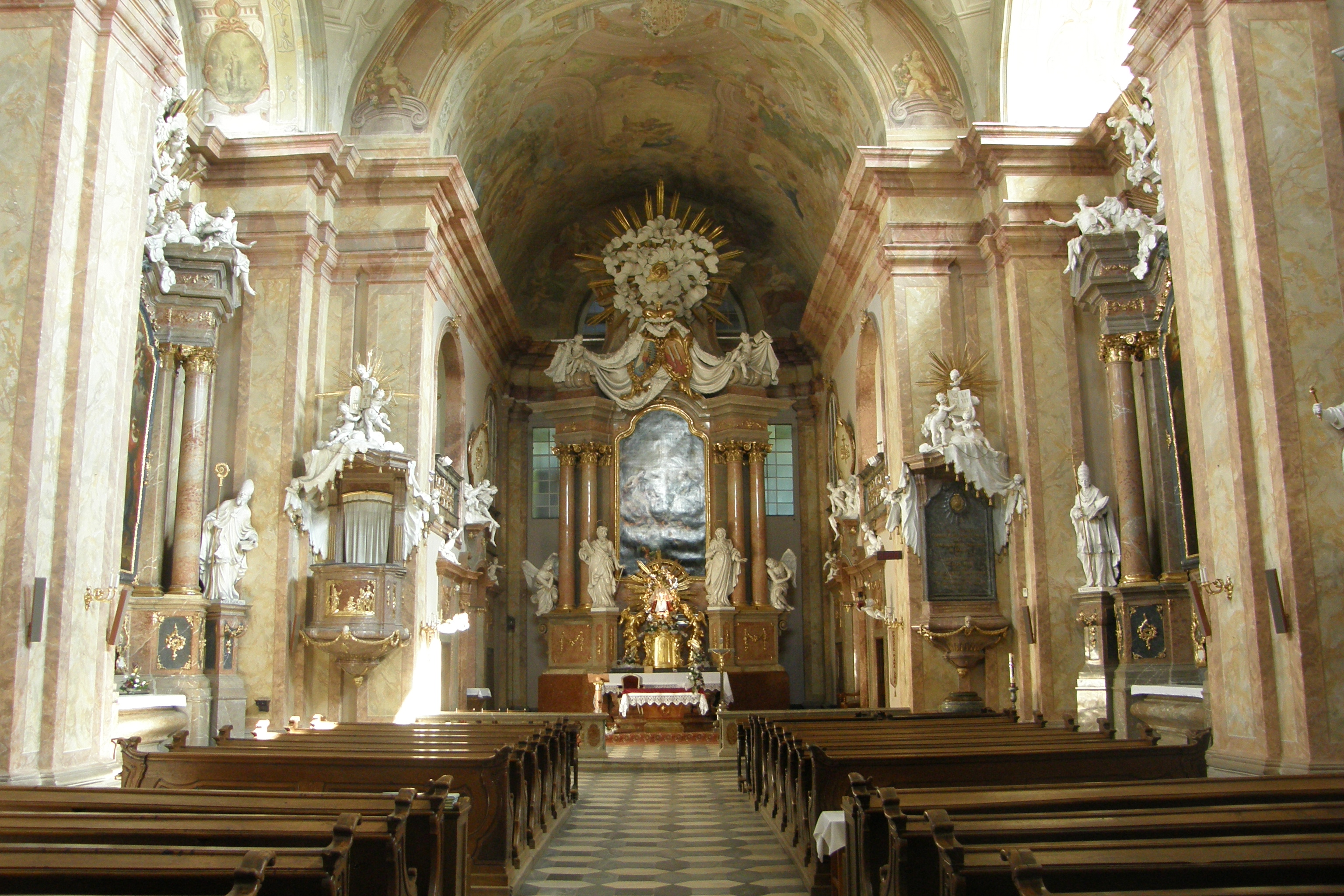
Inneres der Wallfahrtskirche Mariä Geburt

Das 1633 gestiftete Paulanerkloster Wranau wurde in seiner heutigen Form im Laufe des 17. Jahrhunderts erbaut und liegt auf einer Anhöhe über dem Dorf Vranov. Die frühbarocke Klosterkirche Mariä Geburt (kostel Narození Panny Marie) wurde durch Maximilian von Liechtenstein und seine Gemahlin gestiftet. Die Fürstenfamilie hatte in den südmährischen Städten Eisgrub und Feldsberg bis 1945 ihre Stammschlösser.
Die Klosterkirche wurde nach Entwürfen des italienischen Architekten Giovanni Giacomo Tencalla in den Jahren 1621–1630 errichtet und ist bis heute als Wallfahrtskirche bedeutend.

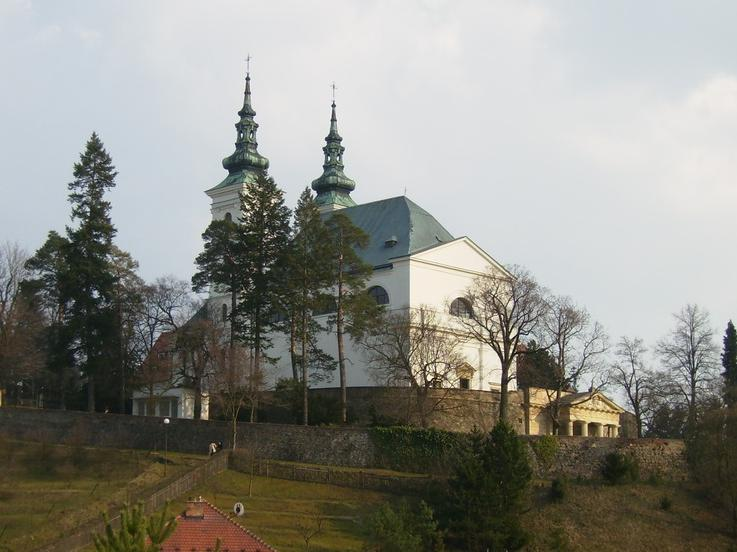
Wallfahrtskirche Mariä Geburt und Zugang zur Liechtensteinschen Familiengruft